# Дура (Палестина)
Дура (на арабски: دورا‎) е град, разположен на Западния бряг в Палестинската автономия, намира се в провинция Хеброн. Населението на града е 28 268 души (2007).